# Oakland (Kentucky)
Oakland es una ciudad ubicada en el condado de Warren en el estado estadounidense de Kentucky. En el Censo de 2010 tenía una población de 225 habitantes y una densidad poblacional de 61,74 personas por km².

## Geografía
Oakland se encuentra ubicada en las coordenadas 37°2′46″N 86°14′49″O / 37.04611, -86.24694. Según la Oficina del Censo de los Estados Unidos, Oakland tiene una superficie total de 3.64 km², de la cual 3.62 km² corresponden a tierra firme y (0.71%) 0.03 km² es agua.

## Demografía
Según el censo de 2010, había 225 personas residiendo en Oakland. La densidad de población era de 61,74 hab./km². De los 225 habitantes, Oakland estaba compuesto por el 84% blancos, el 15.56% eran afroamericanos, el 0% eran amerindios, el 0% eran asiáticos, el 0% eran isleños del Pacífico, el 0% eran de otras razas y el 0.44% pertenecían a dos o más razas. Del total de la población el 0% eran hispanos o latinos de cualquier raza.